# Rosario Gisana
Rosario Gisana (ur. 14 kwietnia 1959 w Modica) – włoski duchowny katolicki, biskup Piazza Armerina od 2014.

## Życiorys
Święcenia kapłańskie otrzymał 4 października 1986 i został inkardynowany do diecezji Noto. Był m.in. wiceasystentem diecezjalnej Akcji Katolickiej, rektorem seminarium oraz wikariuszem biskupim ds. duszpasterskich.
27 lutego 2014 papież Franciszek mianował go ordynariuszem diecezji Piazza Armerina. Sakry udzielił mu 6 kwietnia 2014 biskup Noto - Antonio Staglianò.